# Bálint Kopasz
Bálint Kopasz (né le 20 juin 1997 à Szeged) est un kayakiste hongrois.
Il participe au K1- 1 000 m lors des Jeux olympiques de 2016.
Il remporte les médailles d’or du K1 1000 m et 5000 m en devançant à chaque fois Fernando Pimenta lors des Jeux européens de 2019. 